# Ministerrat
Ministerrat, officielt Der Ministerrat der Deutschen Demokratischen Republik, var den udøvende magt og dermed regeringen i DDR fra november 1950 til Tysklands genforening 3. oktober 1990. Oprindeligt bestod Ministerrat af 18 medlemmer, men fra 1989 var der 44 medlemmer.
Rådet blev ledet af en formand, svarende til en premierminister, der sammen med to stedfortrædende viceformænd og yderligere ni stedfortrædende formænd udgjorde rådets præsidium. Præsidiet forberedte alle beslutninger i samråd med de ansvarlige departementer i centralkomitéen for Sozialistische Einheitspartei Deutschlands og særligt med centralkomitéens politbureau. Præsidiet holdt ugentlige møder onsdag – dagen efter møderne i politbureauet om tirsdagen. Centralkomitéens medlemmer kunne give instruktioner til ministrene om nødvendigt.
Frem til die Wende i efteråret 1989 var de to stedfortrædende viceformænd Werner Krolikowski og Alfred Neumann, der begge var medlemmer af politbureauet i SED. De øvrige medlemmer talte lederne af de fire allierede partier (blokpartierne), formanden for Staatliche Plankommission og præsidenten for Staatsbank der DDR samt nogle statssekretærer, der som regel var kontorchefer for rådet. Alle medlemmer af Ministerrat blev valgt af DDR's parlament, Volkskammer, for en periode af fem år.
Ministerrat havde sæde i Preußischer Landtag fra 1950 til 1953, men rykkede i 1961 ind i det tidligere rådhus, Stadthaus. Her havde rådet sæde frem til dets nedlæggelse i forbindelse med genforeningen i 1990.

## Formænd for ministerrådet
- Otto Grotewohl (1950-1964), SED
- Willi Stoph (1964-1973), SED
- Horst Sindermann (1973-1976), SED
- Willi Stoph (1976-1989), SED
- Hans Modrow (13. november 1989 – 11. april 1990), SED
- Lothar de Maizière (12. april 1990 – 2. oktober 1990), CDU